# 上越市立下保倉小学校
上越市立下保倉小学校（じょうえつしりつしもほくらしょうがっこう）は、新潟県上越市浦川原区にあった公立小学校である。

## 概要
北は山林、南には保倉川が流れ、東は住宅地、西には耕地が広がる、自然に囲まれた環境の小高い丘の上に建つ小学校。この丘は校歌に「銀杏が丘」と作詞されており、イチョウが数本植えられている。秋は美しい紅葉を見ることができるが、強烈な銀杏臭が辺りに漂う。
中庭は日本庭園風であり、池には錦鯉が泳いでいる頃もあった。
少子化の影響により、浦川原区3校を統合することになり、2017年3月31日をもって閉校。校舎は翌4月1日に新設された上越市立浦川原小学校の校舎として利用。

## 沿革
- 1873年10月27日 - 顕聖寺村小学校として開学。
- 1874年 - 学区改定により、第六学区新潟県管内第五中学区第四十三番公立小学区飯室校顕聖寺分校となる。
- 1881年 - 学制から教育令に変わり、新潟県第九中学区第一小学区飯室校顕聖寺分校に改称。
- 1882年 - 新潟県第九中学区第二小学区公立顕聖寺小学校に改称。
- 1887年 - 諸学校令により新潟県東頸城郡尋常科顕聖寺小学校に改称。
- 1893年 - 飯室校から分離し、下保倉尋常小学校として独立。
- 1897年9月 - 高等小学校を併設し、下保倉尋常高等小学校に改称。
- 1899年11月 - 現住所に移転。
- 1929年 - 新校舎が建てられる。
- 1941年 - 国民学校令により下保倉国民学校に改称。
- 1947年 - 学校教育法により下保倉村立下保倉小学校に改称。
- 1955年 - 自治体の合併に伴い、浦川原村立下保倉小学校に改称。
- 1978年4月17日 - 新校舎が建てられる。
- 1979年10月1日 - 新体育館完成。
- 1987年8月 - プール完成。
- 1989年9月15日 - 葛飾区立柴又小学校との姉妹校提携。
- 2001年3月31日 - 浦川原村立月影小学校が閉校し、本校に統合される。
- 2005年1月1日 - 自治体の合併に伴い、上越市立下保倉小学校に改称。
- 2017年3月31日 - 統合のため閉校。

## 教育方針

### 教育目標
- なかよくたすけあう子
- ふかくかんがえる子
- すすんできたえる子

### 重点目標
- 言葉を大切にした、よいかかわり合いの中で自己有用感を高める子

## 通学区域
- 浦川原区釜淵、有島、顕聖寺、下柿野、上柿野、大栃山、横川、杉坪、東俣、上岡、菱田、長走、日向、岩室、桜島
- （月影小学校統合により、右の通学区域が追加）熊沢、法定寺、横住、真光寺、谷、坪野

## 進学先中学校
- 上越市立浦川原中学校

## 校区内の主な施設
- うらがわら保育園
- 保倉の里
- いきいきセンター
- 月影の郷
- 酒造所
- そば工場
- 豆腐製造所

## 交通
- 北越急行ほくほく線うらがわら駅より徒歩10分
- 頸城バス浦川原小学校入口より徒歩5分